# Hostili (filòsof)
Hostili (en llatí Hostilius) va ser un filòsof cínic romà que va viure durant el segle i. Formava part de la gens Hostília.
L'any 72 o 73 va ser desterrat per l'emperador Vespasià del que sembla que era un opositor. En parlen Dió Cassi i Suetoni, aquest darrer a la seva Vida dels dotze cèsars.